# Berta arfakensis
Berta arfakensis är en fjärilsart som beskrevs av Louis Beethoven Prout 1913. Berta arfakensis ingår i släktet Berta och familjen mätare. Inga underarter finns listade i Catalogue of Life.